# Juicios de Moscú
Los Juicios de Moscú o Procesos de Moscú fueron una serie de juicios celebrados en la Unión Soviética por instigación de Iósif Stalin motivados por el atentado y asesinato del político Serguéi Kírov sumado a varios intentos de separatismo dentro del partido y sabotaje en el país, los juicios se dieron entre 1936 y 1938 contra trotskistas y miembros de la oposición de izquierda y la oposición de derecha del Partido Comunista de la Unión Soviética.

## Historia

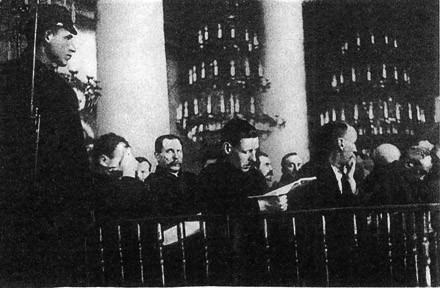
Acusados del Segundo Juicio de Moscú durante una sesión judicial (enero de 1937)

Varios veteranos destacados bolcheviques, actores de la Revolución de Octubre, son condenados durante estos juicios. La pena capital es el veredicto habitual. La ejecución suele tener lugar pocas horas después de la sentencia. Hubo tres juicios de Moscú, que incluyen:
- el Caso del Centro Terrorista Trotskista-Zinovievita (Juicio Zinóviev-Kamenev, o el "Juicio de los Dieciséis"; 1936);
- El Segundo Juicio de Moscú, el Caso del Centro Trotskista Antisoviético (Juicio Piatakov-Rádek; 1937); y
- el caso del "Bloque de derechistas y trotskistas" antisoviético (Juicio de Bujarin-Rýkov, o "Juicio de los veintiuno"; 1938).

Los acusados de estos eran líderes del partido bolchevique antiguo y altos funcionarios de la policía secreta soviética. La mayoría de los acusados fueron acusados en virtud del Artículo 58 (Código Penal de la RSFS de Rusia) de conspirar con las potencias occidentales para asesinar a Stalin y otros líderes soviéticos, desmembrar la Unión Soviética y restaurar el capitalismo. Varias figuras destacadas (como Andréi Búbnov, Aleksandr Beloboródov, Nikolái Yezhov) fueron condenadas a muerte durante este período fuera de estos juicios.
Los juicios de Moscú llevaron a la ejecución de muchos de los acusados. Los juicios generalmente se consideran parte de la Gran Purga de Stalin, una campaña para librar al partido de la oposición actual o anterior, incluidos los trotskistas y los principales miembros del cuadro bolchevique de la época de la Revolución de Octubre o antes, que incluso podrían convertirse en una figura decorativa para el gobierno. creciente descontento en la población soviética como resultado de la mala gestión de  por parte de Stalin en la colectivización agrícola forzada habían llevado a una aguda crisis política en 1928 –1933, lo que provocó un enorme sufrimiento por parte de los trabajadores y campesinos soviéticos. Stalin era muy consciente de este hecho y tomó medidas para evitar que tomara la forma de una oposición dentro del Partido Comunista de la Unión Soviética a su gobierno cada vez más totalitario.

## Antecedentes
Grigori Zinóviev, Lev Kámenev y Iósif Stalin formaron un triunvirato gobernante a principios de 1923 después de que Lenin quedara incapacitado por un derrame cerebral. En el contexto de la serie de derrotas de las revoluciones comunistas en el extranjero (crucialmente las revoluciones alemanas de 1919 , pero también más tarde la revolución china de 1927 ) que dejó a la revolución rusa cada vez más aislada en un país atrasado, el triunvirato pudo efectuar la marginación de León Trotski en un conflicto político interno del partido sobre el tema de la teoría del socialismo en un solo país de Stalin. Fue Trotski quien representó más claramente al ala de la dirección del Partido Comunista de la Unión Soviética que afirmaba que la supervivencia de la revolución dependía de la expansión del comunismo a las economías europeas avanzadas, especialmente Alemania. Esto se expresó en su teoría de la revolución permanente. Unos años más tarde, Zinóviev y Kámenev se unieron al Frente Unido en una alianza con Trotski que favorecía al trotskismo y se oponía específicamente a Stalin. En consecuencia, Stalin se alió con Nikolái Bujarin y derrotó a Trotski en una lucha por el poder. Trotski fue expulsado de la Unión Soviética en 1929 y Kámenev y Zinóviev perdieron temporalmente su membresía en el Partido Comunista.
Grigori Zinóviev, Lev Kámenev en 1932, fueron declarados cómplices en el asunto Ryutin y nuevamente fueron expulsados temporalmente del Partido Comunista de la Unión Soviética. En ese momento, entraron en contacto con los trotskistas en la URSS y nuevamente se unieron a Trotski contra Iósif Stalin, esta vez en secreto. Luego formaron un bloque de oposición con los trotskistas junto con algunos derechistas. Iván Smirnov, también acusado en el primer juicio de Moscú, fue uno de los líderes trotskistas. Pierre Broué y varios historiadores asumieron que la oposición se disolvió después del arresto de Smirnov y Ryutin. Sin embargo, algunos documentos encontrados después de la búsqueda de Broué mostraron que la Oposición de Izquierda Clandestina se mantuvo activa incluso en la prisión, de hecho, las cárceles se convirtieron en sus centros de actividades. En diciembre de 1934, Serguéi Kírov fue asesinado y posteriormente, 15 acusados fueron declarados culpables de participación directa o indirecta en el crimen y fueron ejecutados. Zinóviev y Kámenev fueron declarados cómplices morales en el asesinato de Kírov y fueron condenados a penas de prisión de 10 y 5 años, respectivamente. Tanto Kámenev como Zinóviev habían sido juzgados en secreto en 1935, pero parece que Stalin decidió que, con las confesiones adecuadas, su destino podría utilizarse con fines propagandísticos. Guénrij Yagoda supervisó los procedimientos de interrogatorio.